# Релігія в Північній Македонії

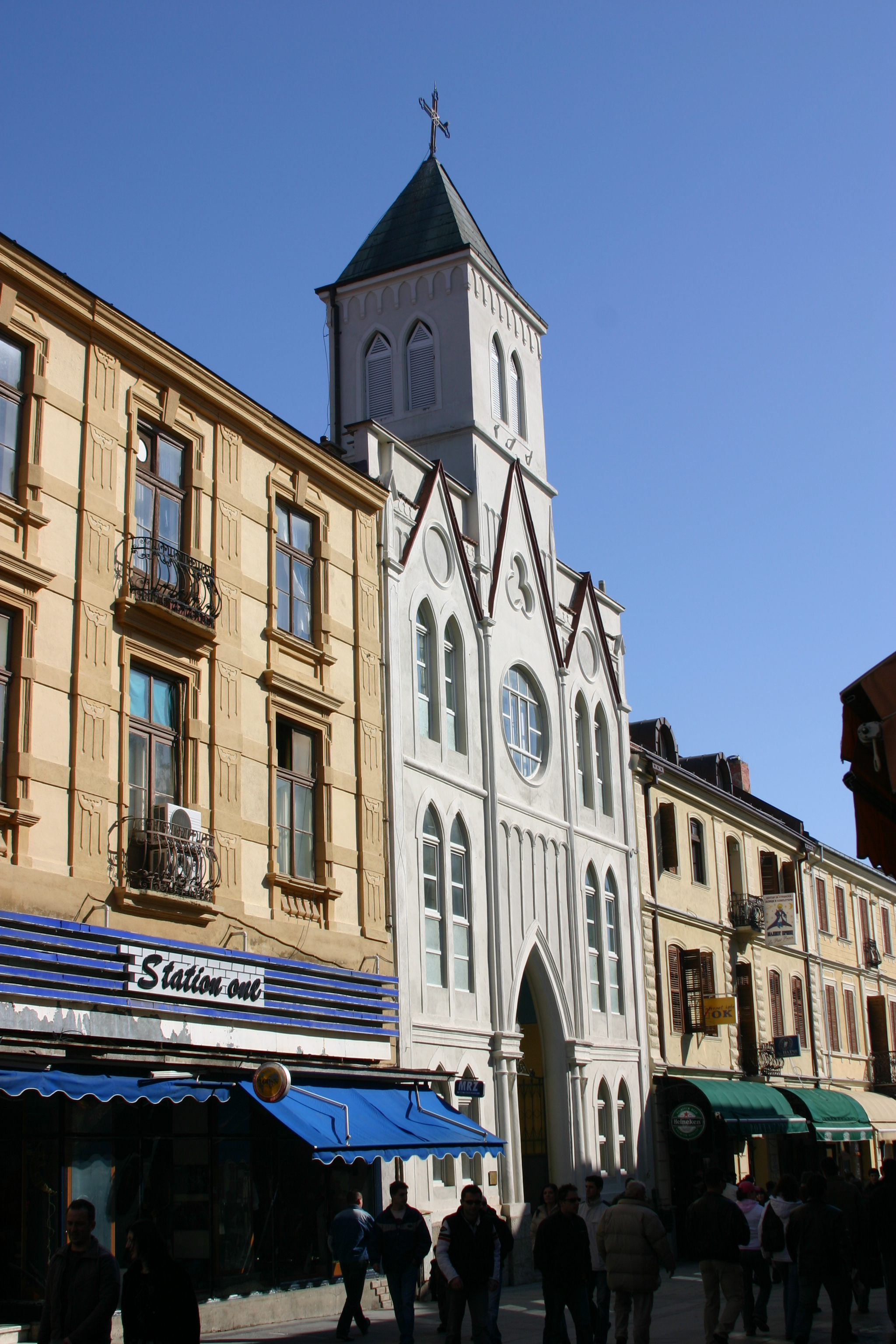
Католицька церков у Бітолі.

Найпоширеніша релігія в Північній Македонії — православ'я, яке сповідують близько 64,8 % населення країни. На другому місці — іслам, який сповідує 33,3 % населення (переважно, албанці). Наявні християни інших конфесій, юдеї та індуісти.

## Християнство

### Католицизм
В 1918 році в Македонії з'явилася Македонська греко-католицька церква, яка дотримується візантійських обрядів та проводить богослужіння македонською мовою. У 1924 році був розформований екзархат, проте в 2001 році старанням папи римського Іоанна Павла II його вдалося відновити. У країні проживають 11 266 осіб, які дотримуються католицького віросповідання.

### Православ'я

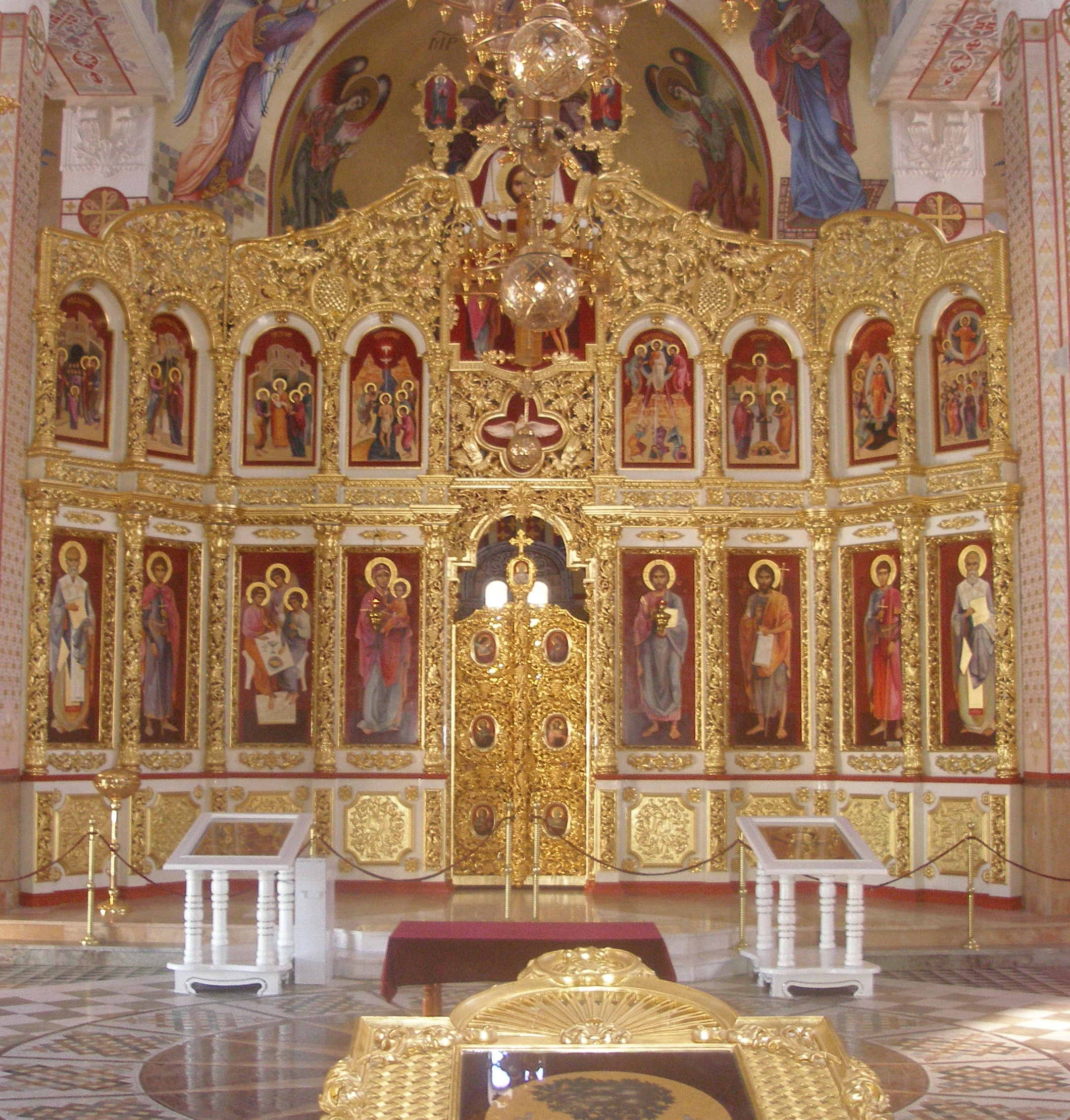
Церков Святої Тройці у Радовишові.

Історія православного християнства у Македонії починається з давніх часів: у 1019 році тут була створена Охридська архієпископія, яка в 1767 році указом турецького султана була приєднана до Константинопольского патріархату. Спроба відродити автокефальну церкву не зазнавала успіху, але в 1959 році македонці домоглися створення Православної Охридської архієпископії, яка підпорядковується Сербській православній церкві. 19 липня 1967 року було проголошено Македонську православну церкву, яка на даний момент вважається неканонічною та ніким не визнається. У 2001 році налічується близько 1,35 млн жителів Македонії, які назвали себе православними відвідувачами Македонської православної церкви. У свою чергу, відвідувачів Сербської православної церкви лише 36 тисяч (приблизно ж стільки сербів налічується у країні).
Восени 1966 року Македонська Православна Церква офіційно звернулася до Сербського Патріархату з проханням надати їй автокефальний статус, але в травні 1967 року Сербська церков відхилила прохання. У вересні 1967 року Синод Сербської Церкви оголосив Македонську Православну Церкву розкольницькою релігійною організацією і порвав з її ієрархією все літургійні та канонічні відносини: таке рішення було прийняте іншими православними церквами — жодна з них не визнала канонічності Македонської Церкви.
У 2005 році Сербська православна церков піддала відлученню усіх, хто дотримується обрядів самопроголошеної Македонської православної церкви.

### Протестантизм
З кінця XIX-початку XX століття в країну прибувають протестанти: у селах Струмица і Петрич проживають нащадки американських місіонерів, які є відвідувачами методистської церкви. З 1928 року в Македонії є громада баптистів.

## Іслам

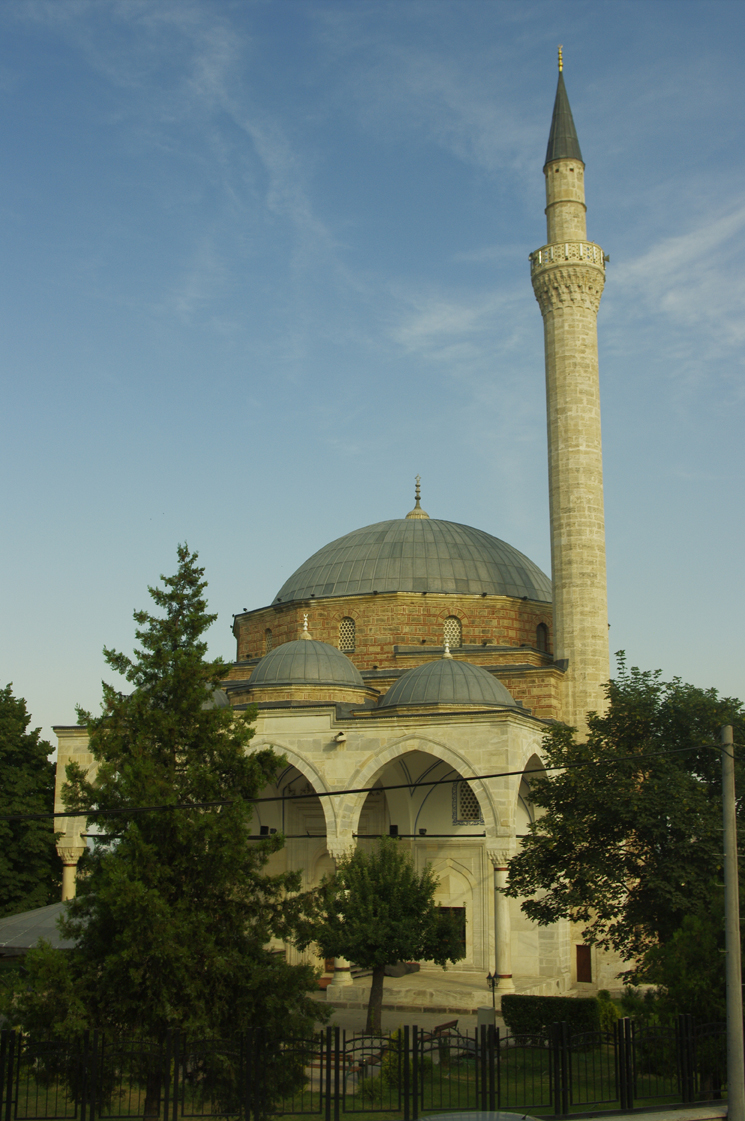
Мечеть Мустафа-паші у Скоп'є.

Іслам з'явився в країні після приєднання Македонії до Османської імперії. Більшість албанців та частина македонців прийняли іслам, фактично відмовившись від рідної культури, а їх нащадки стали виховуватися у турецькій культурі та називати себе турками за національністю. До XIX століття майже у всіх містах велика частина населення була мусульманами за віросповіданням. У Тетово зберігся пам'ятник тих часів — мечеть Шарена Джамлія. До 2002 року в країні проживало майже півмільйона мусульман: нині мусульмани складають третину населення країни.

## Юдаїзм
У Другу світову війну майже все єврейське населення було винищено німцями або болгарами. Після Другої світової євреї швидко покинули Соціалістичну Югославію, перебираючись в Ізраїль.
В даний час у країні проживає лише 100 юдеїв. За одними даними, в країні немає жодної синагоги. Однак в Скоп'є діє відкрита 11 березня 2000 року синагога «Бейт-Яків», будівництво якої почалося 1937 року.